# Talaudrall
Talaudrall (Gymnocrex talaudensis) är en starkt utrotningshotad fågel i familjen rallar som förekommer i Filippinerna.

## Utseende och läten
Talaudrallen är en stor och kraftig rall med djup och rätt lång, gul näbb. Den är djupt rödbrun på huvid, hals och bröst med lysande rött öga och kontrasterande silvervit bar hud runt. Ovansidan är olivgrön, undersidan svartaktig. Ben och fötter är gula. Lätet är ej dokumenterat med säkerhet, men tros bestå av en serie med åtminstone 15 snabba och ljusa "peet-peet-peet...", möjligen ett varningsläte.

## Utbredning och status
Fågeln förekommer enbart på ön Karakelong i Talaudöarna och beskrevs så sent som 1998. Arten har ett mycket litet utbredningsområde och en världspopulation som uppskattas till endast mellan 600 och 1700 vuxna individer. Den tros också minska i antal till följd av habitatförlust. Internationella naturvårdsunionen IUCN kategoriserar därför arten som starkt hotad.

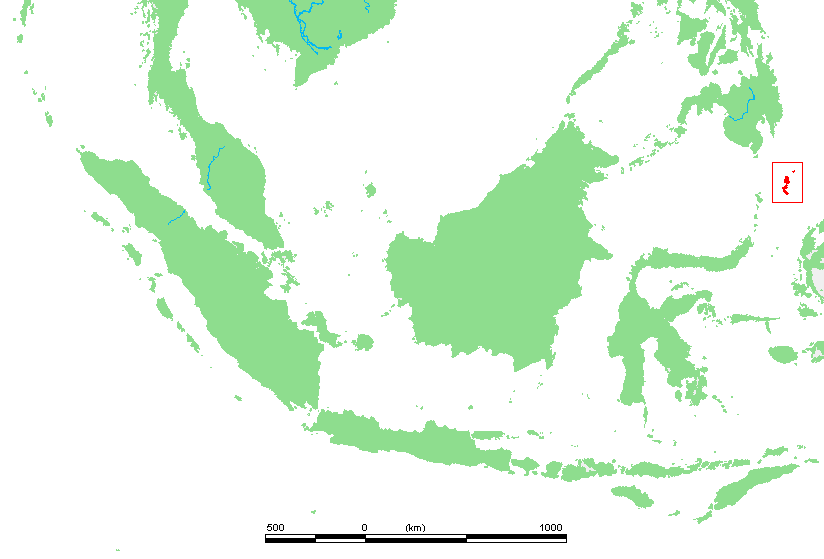
Fågeln är endemisk för Talaudöarna söder om Mindanao i Filippinerna, markerade i rött.

## Levnadssätt
Talaudrallen verkar föredra högvuxen fuktig gräsmark intill låglänta skogar. Inom 150 meter från platsen där arten upptäcktes finns sumpskog, urskogsrester, två perenna våtmarker, åtskilliga vattendrag och blöta diken med frodigt gräs. Fem fynd från spelande fåglar 2003 gjordes alla i ursprunglig flodnära skog.